# Madonna della Consolazione (Perugino)
La Madonna della Consolazione è un dipinto a olio su tavola (183 × 130 cm) di Pietro Perugino, databile al 1496-1498 e conservato nella Galleria nazionale dell'Umbria a Perugia.

## Storia
L'opera venne dipinta dalla bottega perugina dell'artista per la Confraternita dei Disciplinati, detta della Madonna della Consolazione. L'opera, terminata nell'aprile 1498, venne eseguita durante i lavori alla Sala delle Udienze del Collegio del Cambio. La forma della Madonna col Bambino venne riproposta quasi identica nella Pala Tezi.
Con le soppressioni napoleoniche entrò nelle collezioni della galleria. 

## Descrizione e stile
La Madonna è seduta su uno scranno ligneo col Bambino in braccio, affiancata ai lati dai membri della confraternita, coi tipici mantelli e cappucci bianchi, inginocchiati in secondo piano, di dimensioni notevolmente ridotte. In alto l'insieme è bilanciato da due angeli in preghiera, simmetrici e derivanti da un medesimo cartone usato anche in numerose altre opere dell'artista (Resurrezione di San Francesco al Prato, Madonna in gloria e santi, Gonfalone della Giustizia, ecc.). Lo sfondo è un tipico paesaggio umbro con colline digradanti, che si perdono in lontananza schiarite dalla foschia. Nel paesaggio predominano i colori verde turchese e azzurrini, che compongono anche una lontana veduta di città. 
Il tono dell'opera è pacatamente contemplativo, con colori ricchi e brillanti ma sapientemente accordati e un senso di volume plastico che si percepisce soprattutto nel panneggio della Madonna, dalla forte fisicità soprattutto nelle gambe proiettate verso lo spettatore.